# Hyde Park Winter Wonderland
Hyde Park Winter Wonderland er en årligt tilbagevendende julebegivenhed i Hyde Park i London, England. Begivenheden finder normalt sted fra midten af november til begyndelsen af januar og er en af de største af den type begivenheder i verden, både arealmæssigt og besøgstal. Winter Wonderland indeholder en række markeder, mobile forlystelser, en række shows samt mange barer og spisesteder.

## Historie
I 2005 og 2006 blev var der ved juletid opstillet en lille forlystelsespark i udkanten af Hyde Park uden større succes. The Royal Parks, der styrer blandt andet Hyde Park, tog derpå initiativ til oprette en noget mere ambitiøs julebegivenhed med julemarked, forlystelser som pariserhjul og skøjtebane. De to firmaer AEG Live og PWR Events bød på opgaven, og i 2007 blev en sådan begivenhed første gang afholdt.
De følgende år blev begivenheden markant større med blandt andet en bayersk landsby, cirkusforestillinger, julemandsland og flere større forlystelser som et frit-falds-tårn. I 2011 trak AEG Live sig ud, men begivenheden havde bidt sig fast; året efter blev området udvidet betragteligt, og endnu flere forlystelser og shows blev introduceret. I 2016 blev verdens største flytbare rutsjebane, Olympia Looping, der også bruges ved Oktoberfest i München, tilføjet. I 2015 var besøgstallet på 2,5 millioner, og samlet havde 14 millioner besøgt Winter Wonderland i perioden 2007-2015.